# 香川県道10号高松長尾大内線
香川県道10号 高松長尾大内線（かがわけんどう10ごう たかまつながおおちせん）は、香川県高松市から東かがわ市に至る県道（主要地方道）である。

## 概要
高松市中心部から東かがわ市西部に至る県道である。当線は香川県内で完結する県道のうちで、最も若い路線番号が振られた県道である。当線より若い番号が振られた県道はすべて、県境を越える「越県県道」であり、この規則性にのっとって越境先の路線番号も香川県内と統一されている。
時に本県道の前身となった長尾街道を通称とするが、本路線の通じている区間の地域においては歴史的経緯から、この通称はバイパス改良前の旧道区間をさすことが多く、現在の本路線となるバイパス改良後の道路に対しては、もっぱらさぬき東街道もしくは長尾バイパスの通称を利用する事がほとんどである。

### 路線データ
- 本線
  - 起点：高松市春日町（片田交差点、国道11号交点）
  - 終点：東かがわ市町田（丹生交差点、国道11号交点）

## 歴史
- 1993年（平成5年）5月11日 - 建設省から、県道高松長尾大内線が高松長尾大内線として主要地方道に指定される[1]。

### 路線番号の変遷
1971年（昭和46年）12月1日時点での県道番号は11号だったが、国道11号と近接して紛らわしかったため、1982年（昭和57年）12月14日の第5次主要地方道指定路線認定時から欠番となっていた10号に変更している。

## 路線状況
四国の大動脈である国道11号（志度街道区間）と並行しており、起点・終点共に同国道に接続されている。沿岸部を経由する国道11号に対し、当線は内陸部を経由している。そのため、国道11号でもバイパスが無く混雑率が高い高松市牟礼地区、およびさぬき市の2車線区間を迂回することを可能とする道路とされており、古来より実質上における国道11号のバイパス道路として機能している。このために交通量は非常に多く、常時、その対応が求められている。

### 現行本線
本線は上記のとおり、現在バイパスとして建設され供与後に本線路線へと切り替えられた改良済み区間が多く、またさぬき市・東かがわ市市境付近を除いて全線が平野部をルートとしているため、比較的直線区間の多い4車線道路となっている。ルートは起点の片田交差点から南下した後、下田井交差点付近からは南東方向に変わり、高松市・三木町境付近から再びカーブを経ると、そのまま東進し終点の丹生交差点に達する。
ロードサイドには道路整備以前の田園風景が広がっているが、所々でフジグランやハローズ、大黒天物産などに代表される大規模郊外型ショッピングセンターや、ファッションセンターしまむらなどの郊外出店に強いチェーン店、また大規模展示を必要とする特殊な専門店（自動車販売店、石材店、業務用スーパーなど）が出店している。

### 旧道区間
旧道である「長尾街道」もまた、現在でも地元の生活道路を兼ねた幹線として使用されている。特に旧道の近辺には小学校や中学校、さらには郵便局や銀行支店や個人病院が多く存在し、登下校時刻になると子どもの通行が頻繁にみられる。また、木田郡三木町およびさぬき市長尾町は、本路を中心地として役場や市役所支所、高松東警察署や高松市三木消防署、大川広域西消防署寒川分署などの行政機関が沿線上に設置されており、旧道（書類上は県道そのものではなく、県道の一部分と市道・町道の各部からなる非連結の道路）でありながら、現在でも実質上、地域の行政実務における中心幹線となっている。
また、そのために地域において重要な商業・公共施設も旧道を中心に施設されている事が多く、香川県道10号旧道（長尾街道）はバイパスが整備され県道としての登録が切り換えられた後も、実質上の主要広域幹線として機能している。特に、長らく地来のチェーンストアとして活動していたマルナカは、旧道ロードサイドへの出店が目立っている。

### 別線
ただ、旧道（長尾街道）の木太町区間は県道指定が外れておらず別線となっており、同区間においては現在も旧来同様に本路線の路線番号案内標識が付与されている。だが、この別線は現時点において起終点はおろか区間内のどこにも、現行本線との接続が無い、一種の飛地別線となっている。この別線から本線（さぬき東街道）に乗るためには別線の終点である木太東口交差点から、旧道である長尾街道の続路でありながら県道指定を解除されて高松市道になっている区間（現・高松市道木太東山崎線）ないしは香川県道272号高松志度線を東進する必要がある。
同様に旧道（長尾街道）のさぬき市大川町田面の区間も指定は外れておらず別線となっている。ただしこちらは前述の木太町別線とは異なり、起終点の両交差点において現行本線（さぬき東街道）に接続された支線となっている。
現在の木太町別線には本線であった2014年（平成26年）まで、終点の木太東口交差点から栗林公園方面に延伸する別線が存在した。それは現在における香川県道272号高松志度線の松縄町・木太町境から木太東口交差点までに該当する区間（木太高架橋区間）であり、2014年（平成26年）4月15日の県告示によって同区間は県道10号別線から香川県道272号高松志度線本線に登録が変更された。

### 通称
本線の通称は、主には上記の通り旧道を指して「長尾街道」とし、バイパスを指して「さぬき東街道」（ないしは東街道）とされているが、前者を旧道と呼称する上で後者を新道（しんどうないしはしんみち）ないしは長尾バイパスと呼称して区別する者もいる。ただし「新道」とした場合は、さぬき東街道よりもさらに南を東西に走るさぬき新道を指す場合もある。
また、地元民の間では「（香川）県道10号」と呼称して旧道である「長尾街道」を指す者も多く（地元の町内会による路肩の道路地図が更新されていなかったり、上記の通り実質上の主要幹線の機能がバイパス側に移っていなかったりしているのが主な原因）通称の統一認識が非常に曖昧な場合があるため、地元民との会話や書類の中にこれら通称が出る場合は「その通称を使っている相手が、どの立ち位置によって会話を構成しているのか」をきちんと確認する必要がある。

### 名称・愛称
- さぬき東街道・長尾バイパス（高松市、木田郡三木町、さぬき市、東かがわ市）
  - 現在において「香川県道10号高松長尾大内線」全体を指す愛称はこれのみである。
- 長尾街道（高松市、三木町、さぬき市、東かがわ市）
  - 基本的には旧道の愛称である。ただし豊田交差点から丹生交差点まではさぬき東街道との重複区間であるため、この部分のみ本線の愛称として通用する。また木太町別線およびさぬき市別線もかつての旧道であるため、この別線登録区間においても、この愛称が適用される。

### 東山崎町の暫定2車線区間問題
2008年（平成20年）3月まで、高松市東山崎町（東山崎町北交差点 - 東山崎町交差点）のみ暫定2車線区間が残り、渋滞が多発していた。とりわけ2005年（平成17年）以降、この区間の北方に商業施設が多く建設されたため、渋滞はさらに深刻化していた。これは、この区間内に高松琴平電気鉄道長尾線の踏切があるためであった。同線は1998年（平成10年）より高架化事業が行われており、高架自体はほとんど完成していたが、この踏切のすぐ瓦町方にある取付部分では地権者の強固な抵抗にあい、また2001年（平成13年）12月の高松琴平電気鉄道の経営破綻もあって、この付近に関しては2003年（平成15年）ごろからは全く動きがなかった。
2006年（平成18年）に入って土地収用手続きが開始され、事業が動き出した。高架線は2007年（平成19年）10月7日に供用が開始され、道路は2008年（平成20年）3月24日に4車線化が完成し、暫定2車線区間問題は解消した。ただ、2022年（令和4年）8月現在でも、東山崎町交差点の北行き車線は直進が1車線のみ（一番左側の車線は左折専用で、左折矢印信号がある）で、この問題はいまだに尾を引いている。

### 重複区間
- 香川県道・徳島県道2号津田川島線（さぬき市大川町富田中・富田東交差点 - さぬき市大川町田面・田面交差点）

### 道路施設

#### 橋梁
本線
- 福万大橋（新川・木田郡三木町大字氷上）
- 新井戸橋（鴨部川・木田郡三木町大字井戸）
- 新布勢橋（地蔵川・さぬき市寒川町石田西）
- もりひろ橋（梅壇川・さぬき市寒川町石田東）
- 平尾橋（さぬき市寒川町石田東）
- 新松尾橋（津田川・さぬき市大川町田面）
- 北川大橋（北川・東かがわ市土居）

旧道
- 木太大橋（詰田川・高松市木太町）

#### 道の駅
- みろく（さぬき市）

### 都市計画道路指定
- 高松市
  - 屋島東山崎線の一部 片田交差点 - 東山崎町交差点
- さぬき市
  - 大通線の一部 三木町境 - 下通り交差点

### 交通量
この表は2010年（平成22年）調査時点の状況を反映しており、現在とは当線を取り巻く指定状況が大きく変更されているため異なる。この表にある本線のうち琴電松島踏切交差点から東山崎町北交差点までおよび別線3の全線が県道指定を取り消されて旧道に、別線1の全線が香川県道272号高松志度線となり、この表に無い高松市道屋島東山崎線のうち片田交差点から春日町交差点が県道10号に追加されている。また同時に、別線2（バイパス）の区間は全部が本線に編入されている。
交通量は全体的に起点に向かって多くなっているが、本線中の琴電松島踏切交差点から東山崎町北交差点までは2車線の非改良区間であるため、混雑度が最も高いにもかかわらず交通量が少ない。高松市内を離れると交通量が減り、平均旅行速度が速くなる。
最も交通量が多いのは別線1の区間であるが、この区間は当線と高松市道花ノ宮木太線および高松市道室町新田線からなる都市計画道路室町新田線の一部であったため、本線とは異なって東西方向の道路であり、交通体系としては別系統である。
| 区間                              | 観測地点                      | 交通量     | 交通量   | 混雑度 | 昼間平均旅行速度 | 昼間平均旅行速度 |
| 区間                              | 観測地点                      | 2010年     | 前回比   | 混雑度 | 上り             | 下り             |
| --------------------------------- | ----------------------------- | ---------- | -------- | ------ | ---------------- | ---------------- |
| 琴電松島踏切交差点-多賀橋南       | -                             | 1万3,814台 | -465台   | 1.02   | 15.3 km/h        | 14.1 km/h        |
| 多賀橋南交差点-上福岡町交差点     | -                             | 1万6,364台 | -3961台  | 1.18   | 10.8 km/h        | 19.9 km/h        |
| 上福岡町交差点-西札場交差点       | 高松市元山町字下大熊1192番地3 | 1万1,224台 | -165台   | 1.44   | 22.3 km/h        | 23.7 km/h        |
| 西札場交差点-札場東交差点         | 高松市元山町字下大熊1192番地3 | 1万1,224台 | -165台   | 1.44   | 12.1 km/h        | 13.6 km/h        |
| 札場東交差点-木太東口交差点       | 高松市元山町字下大熊1192番地3 | 1万1,224台 | -165台   | 1.44   | 24. km/h         | 17.2 km/h        |
| 木太東口交差点-川添橋西詰交差点   | 高松市元山町字下大熊1192番地3 | 1万1,224台 | -165台   | 1.44   | 31.3 km/h        | 36.9 km/h        |
| 川添橋西詰交差点-東山崎町北       | 高松市元山町字下大熊1192番地3 | 1万1,224台 | -165台   | 1.44   | 27.7 km/h        | 24.5 km/h        |
| 東山崎町北交差点-東山崎町交差点   | 高松市東山崎町字中所716番地   | 2万2,755台 | +4,974台 | 0.66   | 22.7 km/h        | 13.8 km/h        |
| 東山崎町交差点-下田井交差点       | さぬき市昭和字下屋3117番地    | 1万9,764台 | -2,940台 | 0.70   | 30.8 km/h        | 32.7 km/h        |
| 下田井交差点-十川西町交差点       | さぬき市昭和字下屋3117番地    | 1万9,764台 | -2,940台 | 0.70   | 46.8 km/h        | 41.4 km/h        |
| 十川西町交差点-十川東町交差点     | さぬき市昭和字下屋3117番地    | 1万9,764台 | -2,940台 | 0.70   | 34.0 km/h        | 32.1 km/h        |
| 十川東町交差点-高松市・三木町境   | さぬき市昭和字下屋3117番地    | 1万9,764台 | -532台   | 0.70   | 43.5 km/h        | 46.3 km/h        |
| 高松市・三木町境-福万交差点       | さぬき市昭和字下屋3117番地    | 1万9,764台 | -532台   | 0.56   | 43.5 km/h        | 46.3 km/h        |
| 福万交差点-氷上交差点             | さぬき市昭和字下屋3117番地    | 1万9,764台 | -532台   | 0.56   | 35.8 km/h        | 32.7 km/h        |
| 氷上交差点-八戸交差点             | さぬき市昭和字下屋3117番地    | 1万9,764台 | -532台   | 0.56   | 38.1 km/h        | 37.2 km/h        |
| 八戸交差点-中井戸交差点           | さぬき市昭和字下屋3117番地    | 1万9,764台 | -532台   | 0.56   | 43.7 km/h        | 49.6 km/h        |
| 中井戸交差点-三木町・さぬき市境   | さぬき市昭和字下屋3117番地    | 1万9,764台 | -532台   | 0.56   | 51.5 km/h        | 41.6 km/h        |
| 三木町・さぬき市境-長尾中央交差点 | さぬき市昭和字下屋3117番地    | 1万9,764台 | -532台   | 0.61   | 51.5 km/h        | 41.6 km/h        |
| 長尾中央交差点-石田西交差点       | -                             | 1万6,053台 | -681台   | 0.53   | 49.2 km/h        | 54.5 km/h        |
| 石田西交差点-本村西交差点         | -                             | 1万6,053台 | -681台   | 0.53   | 40.2 km/h        | 35.1 km/h        |
| 本村西交差点-石田高校南交差点     | -                             | 1万6,053台 | -681台   | 0.48   | 41.4 km/h        | 36.5 km/h        |
| 石田高校南交差点-田辺池南交差点   | -                             | 1万6,053台 | -681台   | 0.48   | 55.1 km/h        | 60.2 km/h        |
| 田辺池南交差点-みろく自然公園東   | -                             | 1万6,053台 | -681台   | 0.48   | 43.3 km/h        | 46.1 km/h        |
| みろく自然公園東-富田東交差点     | -                             | 1万6,053台 | -681台   | 0.48   | 55.3 km/h        | 39.4 km/h        |
| 富田東交差点-豊田東               | 東かがわ市中山618番地         | 1万2,234台 | -4,500台 | 0.52   | 47.9 km/h        | 50.8 km/h        |
| 豊田東-新池交差点                 | -                             | 1万0,314台 | -1318台  | 0.87   | 32.4 km/h        | 41.4 km/h        |
| 新池交差点-大東交差点             | -                             | 1万0,314台 | -1318台  | 0.87   | 38.6 km/h        | 35.1 km/h        |
| 大東交差点-丹生交差点             | 東かがわ市中山618番地         | 1万2,234台 | +602台   | 1.10   | 45.6 km/h        | 37.1 km/h        |
| 別線1                             |                               |            |          |        |                  |                  |
| 市道花ノ宮木太線-木太南小学校北   | 高松市木太町字中川東3844番地1 | 2万9,062台 | -255台   | 1.28   | 30.6 km/h        | 22.5 km/h        |
| 木太南小学校北交差点-木太東口     | 高松市木太町字中川東3844番地1 | 2万9,062台 | -255台   | 1.28   | 19.3 km/h        | 19.3 km/h        |
| 別線2（バイパス）                 |                               |            |          |        |                  |                  |
| 春日町交差点-宮の原交差点         | -                             | 2万3,329台 | -990台   | 0.72   | 24.8 km/h        | 28.8 km/h        |
| 宮の原交差点-東山崎町北交差点     | 高松市東山崎町字中所716番地   | 2万2,755台 | +4,974台 | 0.62   | 30.4 km/h        | 31.7 km/h        |
| 別線3                             |                               |            |          |        |                  |                  |
| 豊田東-大東交差点                 | 東かがわ市中山618番地         | 1万2,234台 | -        | 1.10   | 41.4 km/h        | 42.5 km/h        |
| 本線平均                          | 本線平均                      | 1万6,004台 | -837台   | 0.81   | 37.0 km/h        | 35.8 km/h        |

## 地理

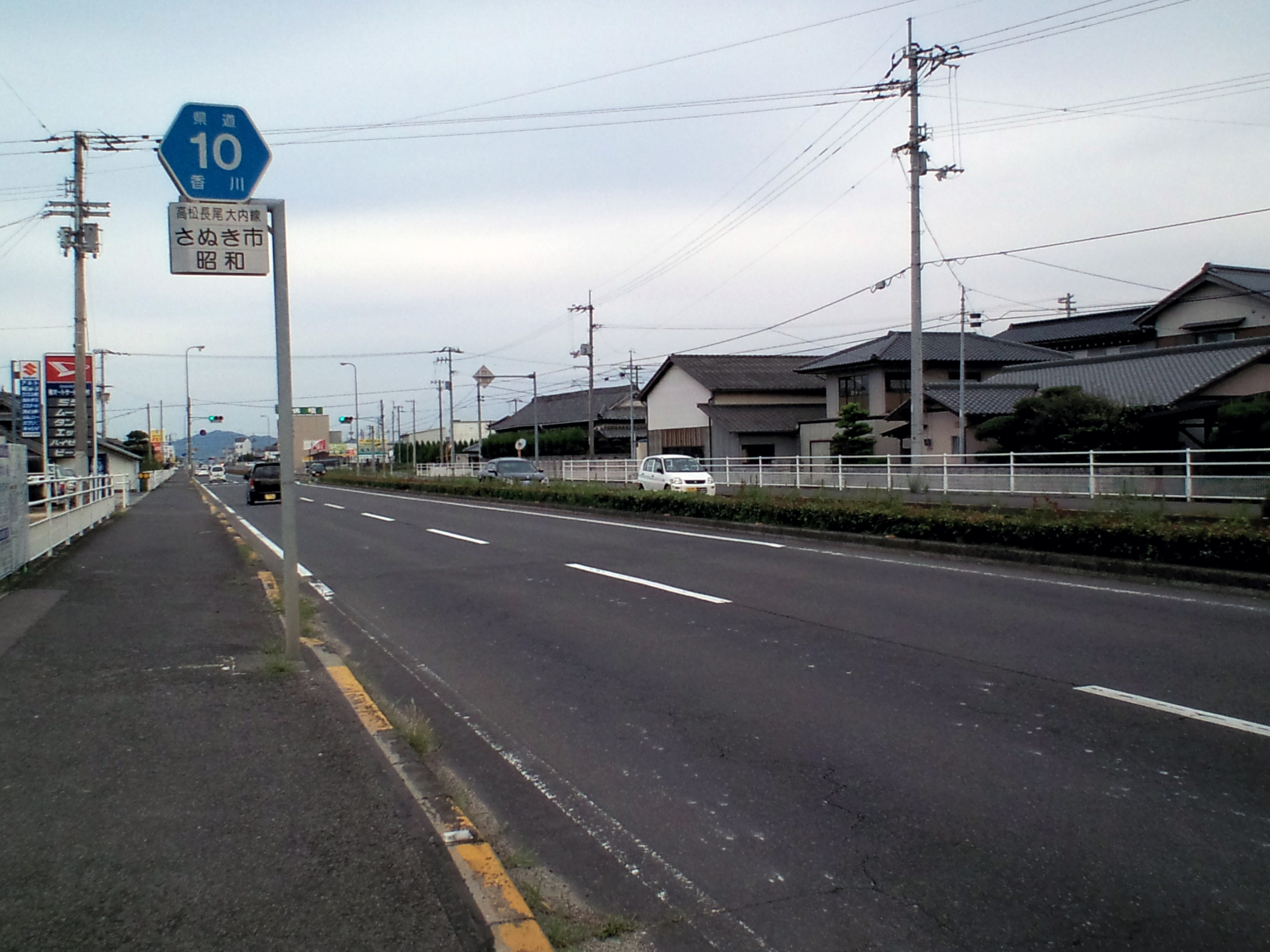
香川県道10号高松長尾大内線（さぬき東街道）
さぬき市昭和

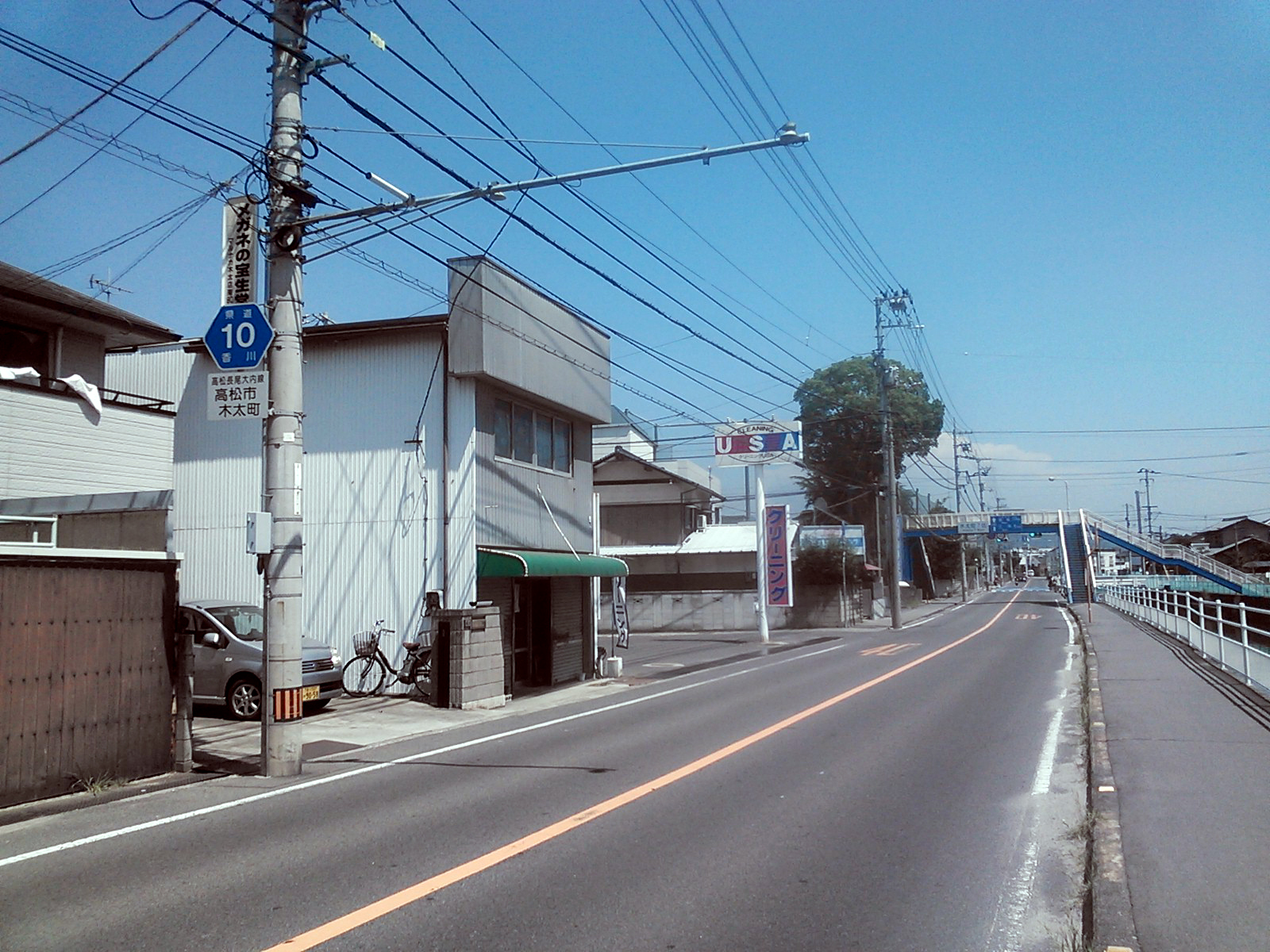
香川県道10号高松長尾大内線木太町別線（旧道 長尾街道区間内）
高松市木太町

### 通過する自治体
- 高松市
- 木田郡三木町
- さぬき市
- 東かがわ市

### 交差する道路

#### 本線
- 国道11号（香川県高松市・片田交差点、起点）
- 香川県道155号牟礼中新線（香川県高松市春日町・春日町交差点）
- 香川県道272号高松志度線（香川県高松市春日町・宮の原交差点）
- 高松市道東山崎亀田線・高松市道上福岡東山崎線（香川県高松市・東山崎町北交差点）
- 国道11号高松東バイパス さぬき夢街道（香川県高松市東山崎町・東山崎町交差点）
- 香川県道147号太田上町志度線（香川県高松市下田井町・下田井交差点）
- 香川県道12号三木国分寺線（香川県高松市十川西町・十川西町交差点）
- 香川県道30号塩江屋島西線（香川県高松市十川東町・十川東町交差点）
- 香川県道42号小蓑前田東線（香川県木田郡三木町氷上・福万交差点）
- 香川県道38号三木牟礼線（香川県木田郡木田郡三木町氷上・氷上交差点）
- 香川県道13号三木綾川線（香川県木田郡三木町下高岡・八戸交差点）
- 香川県道148号多和三木線（香川県木田郡三木町井戸・中井戸交差点）
- 香川県道3号志度山川線（香川県さぬき市長尾名・長尾中央交差点）
- 香川県道279号三木寒川線 さぬき新道（香川県さぬき市寒川町石田西・石田西交差点）
- 香川県道141号石田東志度線（香川県さぬき市寒川町石田東甲・本村西交差点）
- 香川県道264号田面富田西線（香川県さぬき市寒川町石田東甲・石田高校南交差点）
- 香川県道140号富田西鴨庄線（香川県さぬき市大川町富田西・田辺池南交差点）
- 香川県道133号富田中津田線（香川県さぬき市大川町富田中）
- 香川県道2号津田川島線（香川県さぬき市大川町富田中・富田東交差点）
- 香川県道2号津田川島線（香川県さぬき市大川町田面・田面交差点）
- 香川県道10号高松長尾大内線（旧道2）（香川県さぬき市大川町田面）
- 香川県道10号高松長尾大内線（旧道2）（香川県さぬき市大川町田面）
- 国道11号大内白鳥バイパス（東かがわ市）
- 国道11号（香川県東かがわ市・丹生交差点、終点）

#### 旧道1（木太町別線）
- 香川県道43号中徳三谷高松線（香川県高松市・札場東交差点）
- 香川県道272号高松志度線（香川県高松市・木太東口交差点）

#### 旧道2（さぬき市別線）
- 香川県道10号高松長尾大内線（本線）（香川県さぬき市大川町田面）
- 香川県道132号田面入野山線（香川県さぬき市大川町田面）
- 香川県道10号高松長尾大内線（本線）（香川県さぬき市大川町田面・大東交差点）